# Concorso pianistico internazionale Camillo Togni
Il concorso pianistico internazionale "Camillo Togni" si svolge con cadenza annuale a Gussago (BS).
Istituito nel 1989, è guidato dal direttore artistico Antonella Landucci, che offre la presidenza della Commissione al maestro Camillo Togni (che riveste l'incarico fino alla sua scomparsa, nel 1993). Anche in memoria del maestro, il concorso viene a lui intitolato a partire dalla sesta edizione.
Il concorso è volto alla scoperta di giovani talenti ed ha costituito il trampolino di lancio per concertisti ora affermati come Alberto Nosè, Fedele Antonicelli, Patrizia Salvini, Aska Carmen Saito, Francesco Giorgetti, Roberto Corlianò, Roberto Plano.
Il concorso comprende tre sezioni: pianoforte solista, pianoforte a quattro mani, musica da camera e due pianoforti.